# Phalaenopsis pulchra
Phalaenopsis pulchra (Rchb.f.) H.R.Sweet, 1968 è una pianta della famiglia delle Orchidacee endemica delle isole Filippine.

## Descrizione
È un'orchidea epifita di piccola taglia, a crescita monopodiale. Presenta un con brevissimo stelo avvolto dalle basi fogliari molto embricate che porta foglie suberette, arcuate, a forma da oblungo-ellittica a strettamente obovata, ad apice acuto oppure sub-ottuso. La fioritura avviene normalmente in autunno, mediante un'infiorescenza racemosa o paniculata che aggetta lateralmente, da sub-eretta ad arcuata, lunga in media da 10 a 25 centimetri, lassa, ricoperta di brattee a forma da triangolare e portante pochi fiori. Talvolta si sviluppa un'infiorescenza molto più lunga (fino a 60 centimetri) che non porta però fiori, ma kelki apicali. I fiori sono grandi da 5 a 6 centimetri, sono profumati, nella forma ricordano una stella e sono di colore da rosso magenta a viola in petali e sepali, il labello è trilobato coi lobi laterali rialzati, il cui lobo centrale è dello stesso colore dei petali, mentre quelli laterali sono arancioni.

## Distribuzione e habitat
La specie è un endemismo delle isole Filippine.
Cresce epifita, ad altitudini da 100 a 650 metri di quota.

## Sinonimi
Phalaenopsis lueddemanniana var. pulchra Rchb.f., 1875)

Phalaenopsis lueddemanniana subvar. pulchra (Rchb.f.) A.H.Kent, 1891

Polychilos pulchra (Rchb.f.) Shim, 1982

Phalaenopsis lueddemanniana var. purpurea Ames & Quisumb., 1932

## Coltivazione
Questa pianta è bene coltivata in panieri appesi, su supporto di sughero oppure su felci arboree e richiede in coltura esposizione all'ombra, temendo la luce diretta del sole, e temperature miti nel periodo della fioritura e fresche nella fase di riposo vegetativo..